# Adoxophyes orana
Adoxophyes orana es una especie de polilla del género Adoxophyes, tribu Archipini, subfamilia Tortricinae.

## Distribución
Se distribuye por Alemania.

## Taxonomía
Fue descrita por Fischer von Roslerstamm en 1834 y publicada en Abbild. Berich. Ergnz Schmett.-Kunde 1: 13.